# نان زنجبیلی تولا
نان زنجبیلی تولا (انگلیسی: Tula pryanik) یا پریانیک تولا (روسی: тульский пряник, تولْسکی پریانیک) نوع مشهور و مُهرخورده‌ای از پریانیک روسی است که از شهر تولا می‌آید. معمولاً پریانیک تولا به شکل یک کاشی مستطیلی یا یک شکل تخت ساخته می‌شود. ساخت پریانیک مُهرخورده یک هنر به‌شمار می‌آید. نقش‌ها می‌توانند شامل طرح‌های گوناگون، نمادها، تصاویر کرملین تولا، نام‌ها یا پیام‌های تبریک باشند.

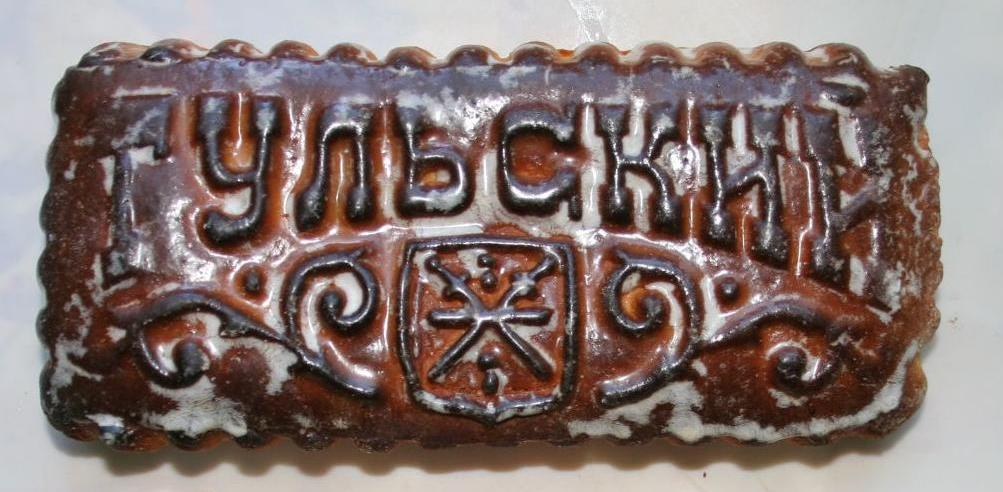
یک پریانیک تولا با نقش «تولسکی» (صفت منسوب به تولا) و نشان رسمی شهر

پخت پریانیک تولا با آماده‌سازی خمیر آغاز می‌شود. خمیر از آرد چاودار، عسل، تخم‌مرغ، آب و ادویه‌ها تهیه می‌شود. سپس خمیر به قطعاتی تقسیم و پهن می‌گردد. هر قطعه روی یک تختهٔ پریانیک ویژه با نقش کنده‌کاری‌شده قرار می‌گیرد تا شکل مورد نظر به خمیر داده شود. لایهٔ نخست خمیر با لایهٔ دومی پوشانده می‌شود که در میان آن مغزی قرار می‌گیرد. برای چسبیدن دو لایه، لبه‌ها را به هم می‌فشارند. سپس کیک برگردانده می‌شود تا نقش مُهرخورده رو به بالا باشد و سطح آن با شربت قند لعاب داده می‌شود. شربت، نقش را می‌پوشاند تا پس از پخت وضوح بیشتری پیدا کند. به‌طور سنتی، هر تختهٔ کنده‌کاری‌شده تنها برای یک طرح به کار می‌رود و برای هر نقش جدید، تختهٔ تازه ساخته می‌شود. در گذشته، ساخت تخته‌های پریانیک کار صنعتگران بود اما امروزه بیشتر طرح‌های تازه توسط هنرمندان حرفه‌ای ساخته می‌شود.
پریانیک‌های مدرن تولا معمولاً دارای مغزی مربا یا شیر غلیظ‌شده شیرین هستند، در حالی که مادهٔ سنتی در خمیر عسل است که گاهی با شکر جایگزین می‌شود.
ساخت پریانیک در تولا از سدهٔ هفدهم میلادی رواج دارد. نخستین اشاره به پریانیک تولا در کتاب سرشماری تولا در سال ۱۶۸۵ میلادی دیده می‌شود. امروزه، پریانیک تولا در کارخانه‌های شیرینی‌پزی «تولای کهن» (به روسی: Staraya Tula) و «یاسنایا پولیانا» و همچنین توسط چند شرکت کوچک‌تر تولید می‌شود.

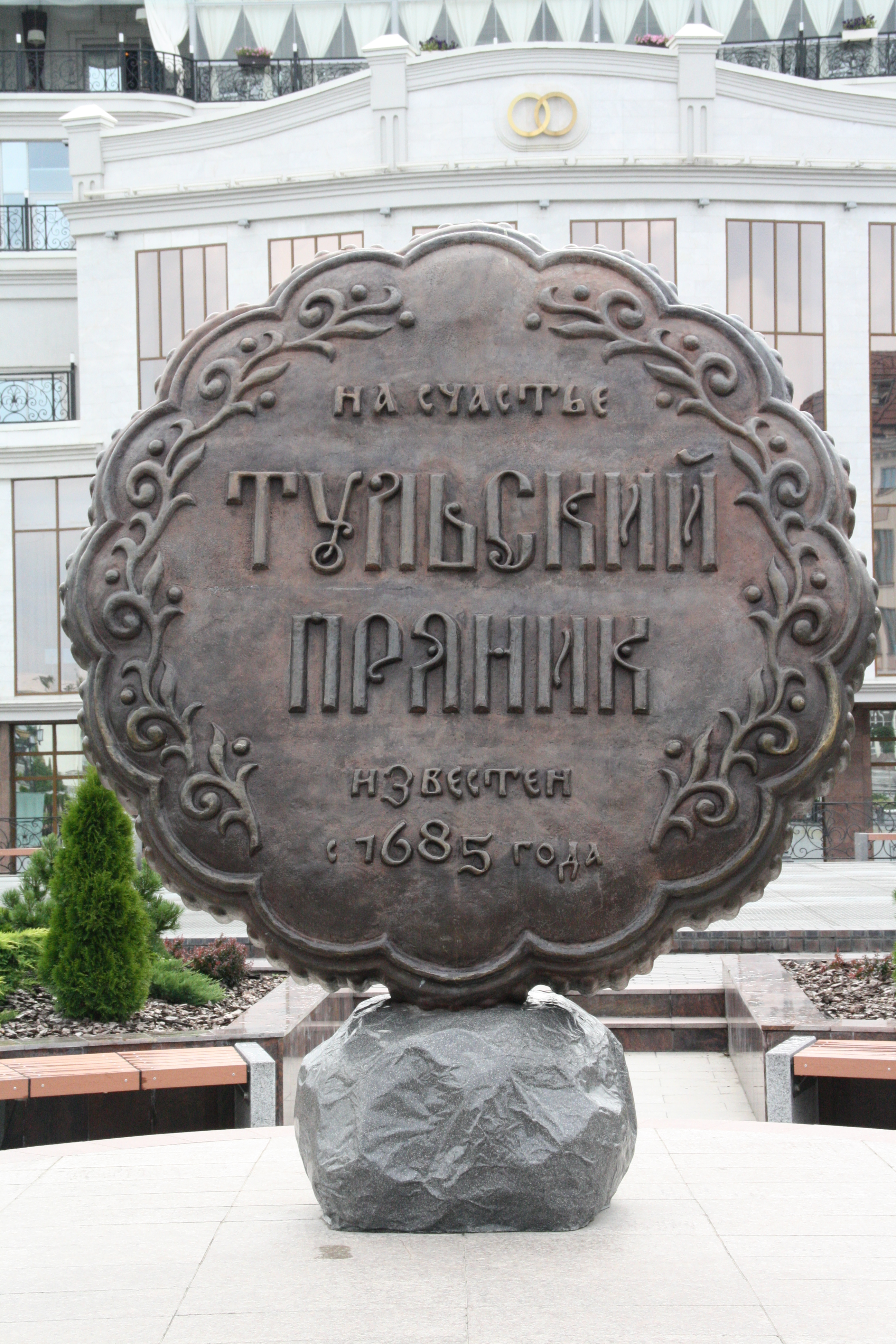
یادبود پریانیک تولا

در سال ۱۹۹۶، تولا موزه‌ای ویژهٔ پریانیک‌های خود گشود.

## تاریخچه

### در روسیه تزاری
نخستین اشارهٔ مکتوب به پریانیک تولا به سال ۱۶۸۵ بازمی‌گردد، اما به گفتهٔ تاریخ‌دانان، این شیرینی در روس حدود یک قرن پیش از آن پدید آمده بود. در آن زمان تقریباً در همهٔ شهرها و روستاهای روسیه پریانیک می‌پختند، اما در تولا این فرایند به اوج تکامل رسید و تقریباً به یک هنر بدل شد. این دسر محبوبیت فراوانی داشت و برای هر ذائقه‌ای نوعی از آن یافت می‌شد: جوشاندنی، عسلی، خامه‌ای، میوه‌ای، نعنایی و حتی خردلی.
قالب‌های پخت پرانیک را از تخته‌های چوبی می‌ساختند که از چوب نراد، گلابی یا غان تراشیده و سپس خشک می‌کردند و نقش‌ها را به صورت تصویر آینه‌ای روی آن حک می‌کردند. خمیر را در قالب می‌گذاشتند و فشرده می‌کردند تا طرح مورد نظر روی آن نقش ببندد — از همین رو تا امروز این نوع شیرینی‌ها را «مهرخورده» می‌نامند. روی آن‌ها معمولاً تصاویر بناهای محلی یا صحنه‌هایی از زندگی روزمره نقش می‌بست. هر شیرینی‌پز قالب‌های ویژهٔ خود را داشت و افراد آگاه می‌توانستند با یک نگاه به محصول، سازنده‌اش را تشخیص دهند.
مشهورترین شیرینی‌پز استان تولا واسیلی گرچیخین بود که هم در روسیه و هم در خارج از کشور شهرت داشت. او در نمایشگاه جهانی (۱۸۸۹) در پاریس پرانیکی به وزن دو پود ارائه داد و جایزهٔ گراند پری را دریافت کرد. یازده سال بعد، دوباره به فرانسه رفت و در نزدیکی برج ایفل، در غرفه‌ای که به‌طور کامل از پرانیک ساخته شده بود، به فروش شیرینی پرداخت. به مناسبت سیصدمین سالگرد خاندان رومانوف، او شیرینی‌هایی عرضه کرد که هر یک در صندوقچه‌ای با قفل بسته‌بندی شده بودند. بعدها در کارخانهٔ او پرانیکی با تصویر نقشهٔ تولا تولید شد.
در دههٔ آخر پیش از انقلاب، ۱۷ تولیدکنندهٔ پرانیک در تولا فعال بودند. از جمله:
- میخائیل گریگوریویچ بلیلپیِتسکی و پنج پسرش
- گوسِف
- واسیلی یولامپیِویچ سِریکوف از حوالی الکسین، که کارخانه‌اش در سال ۱۸۸۱ بنیان‌گذاری شد
- ایوان آلکسی‌یویچ سکورتسوف
- پیوتر ایوانویچ کوزلوف (داماد سکورتسوف، که بعدها کارخانهٔ خود را ایجاد کرد)
- سمیون کوزمین
- آندری واسیلیویچ پولیِتایِف
- خانوادهٔ سوشکین
- تروخاچوف
- ایلیا شابولوفسکی
- کنستانتین ایوانویچ شچوکین
- خانوادهٔ چولکوف

در دههٔ ۱۹۲۰، کارخانه‌های گرچیخین، سریکوف و سکورتسوف ادغام و به کارخانهٔ «استارایا تولا» (بر پایهٔ کارخانهٔ سابق سریکوف) تبدیل شدند که هنوز هم با همین نام فعالیت دارد.
استادان پرانیک‌پز دستورها را به صورت محرمانه و نسل‌به‌نسل منتقل می‌کردند. یکی از رازهای آن‌ها استفاده از سنگریزه‌ها و تکه‌های فلز به‌جای وزنه‌های استاندارد برای اندازه‌گیری مواد بود که آن‌ها را در جای امنی پنهان می‌کردند. به همین دلیل، فقط معدودی از افراد از دستور تهیهٔ بهترین پرانیک‌ها آگاهی داشتند.

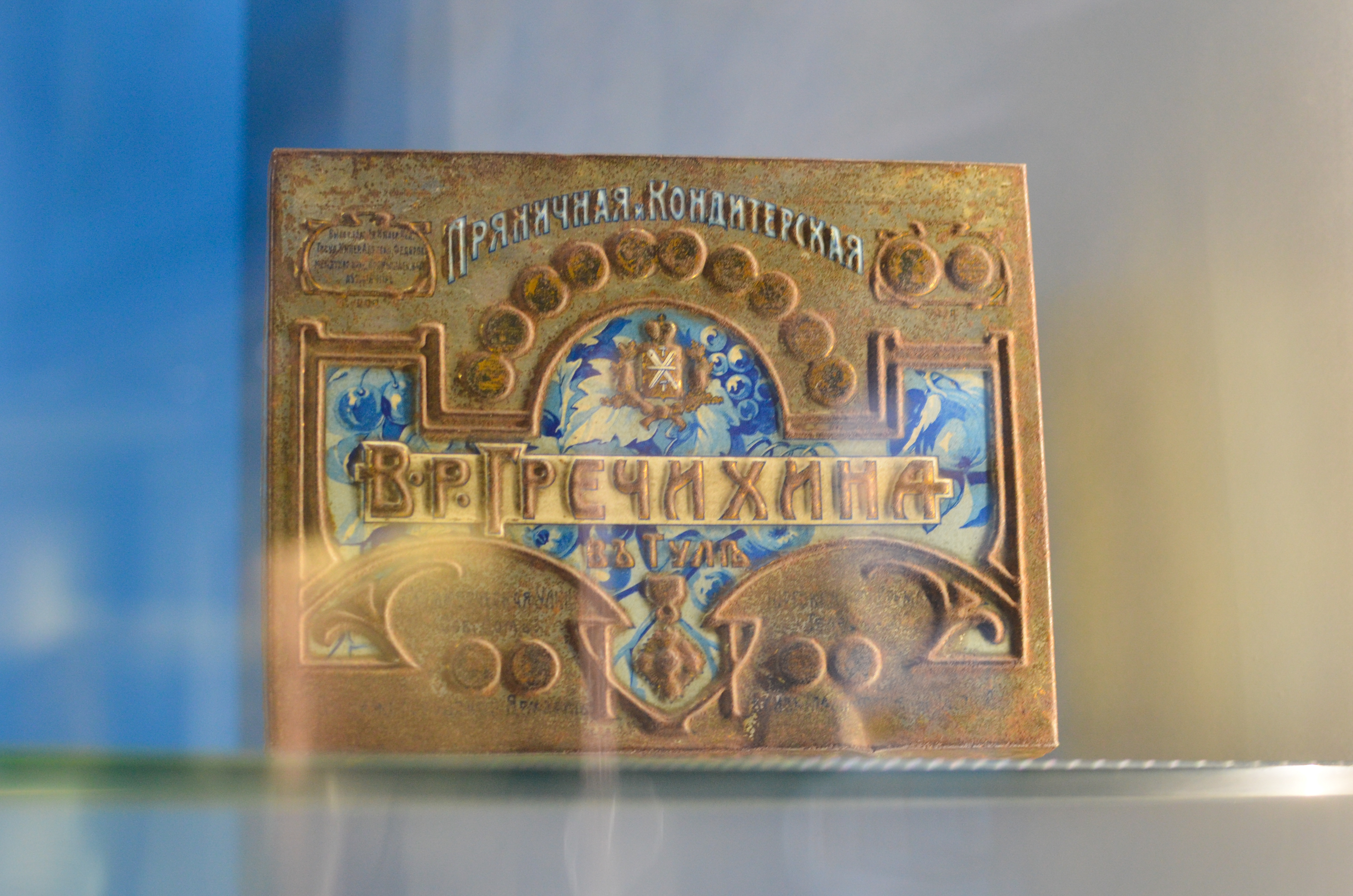
جعبهٔ پرانیک از کارخانهٔ گرچیخین
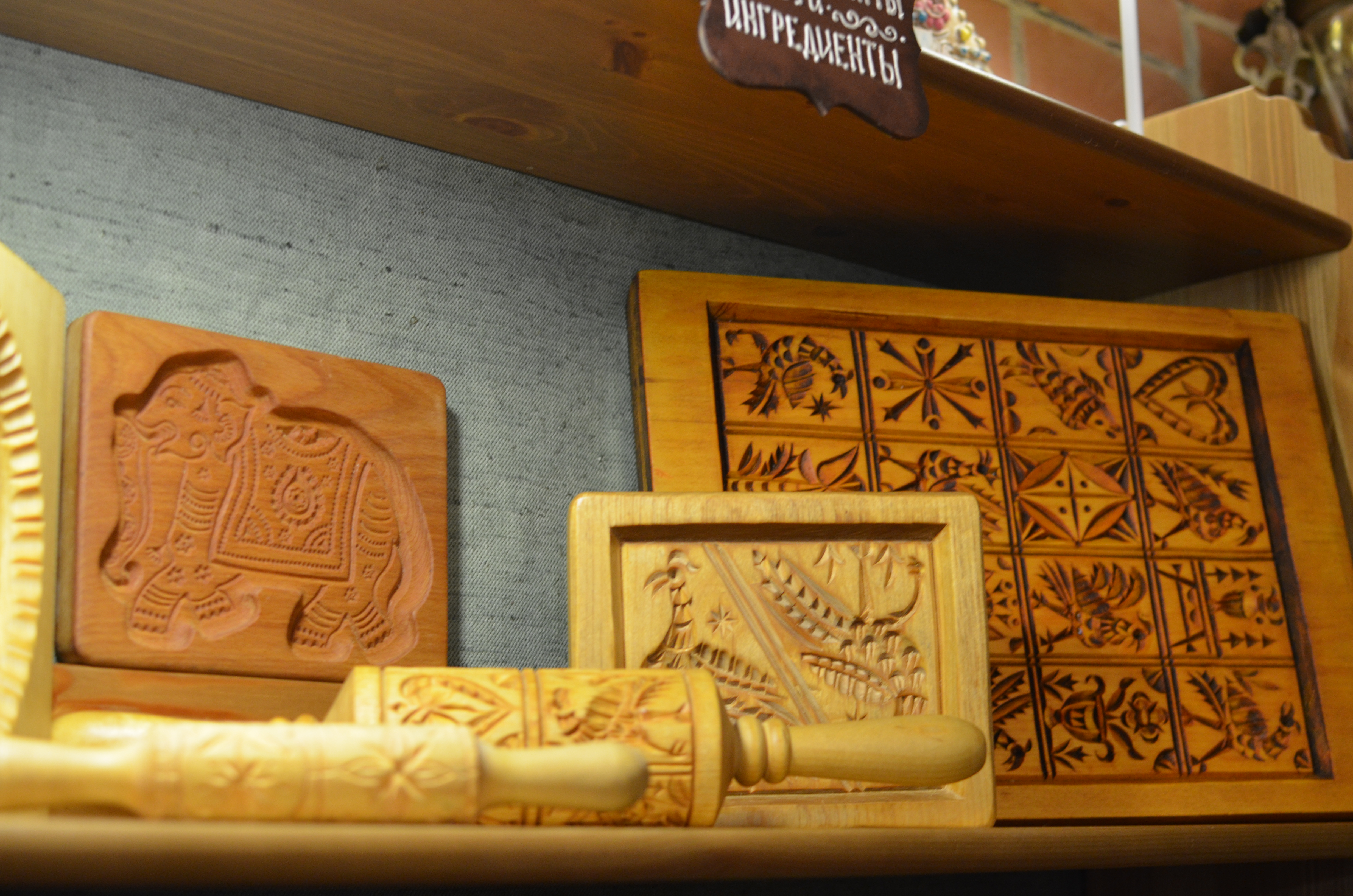
قالب‌های پرانیک
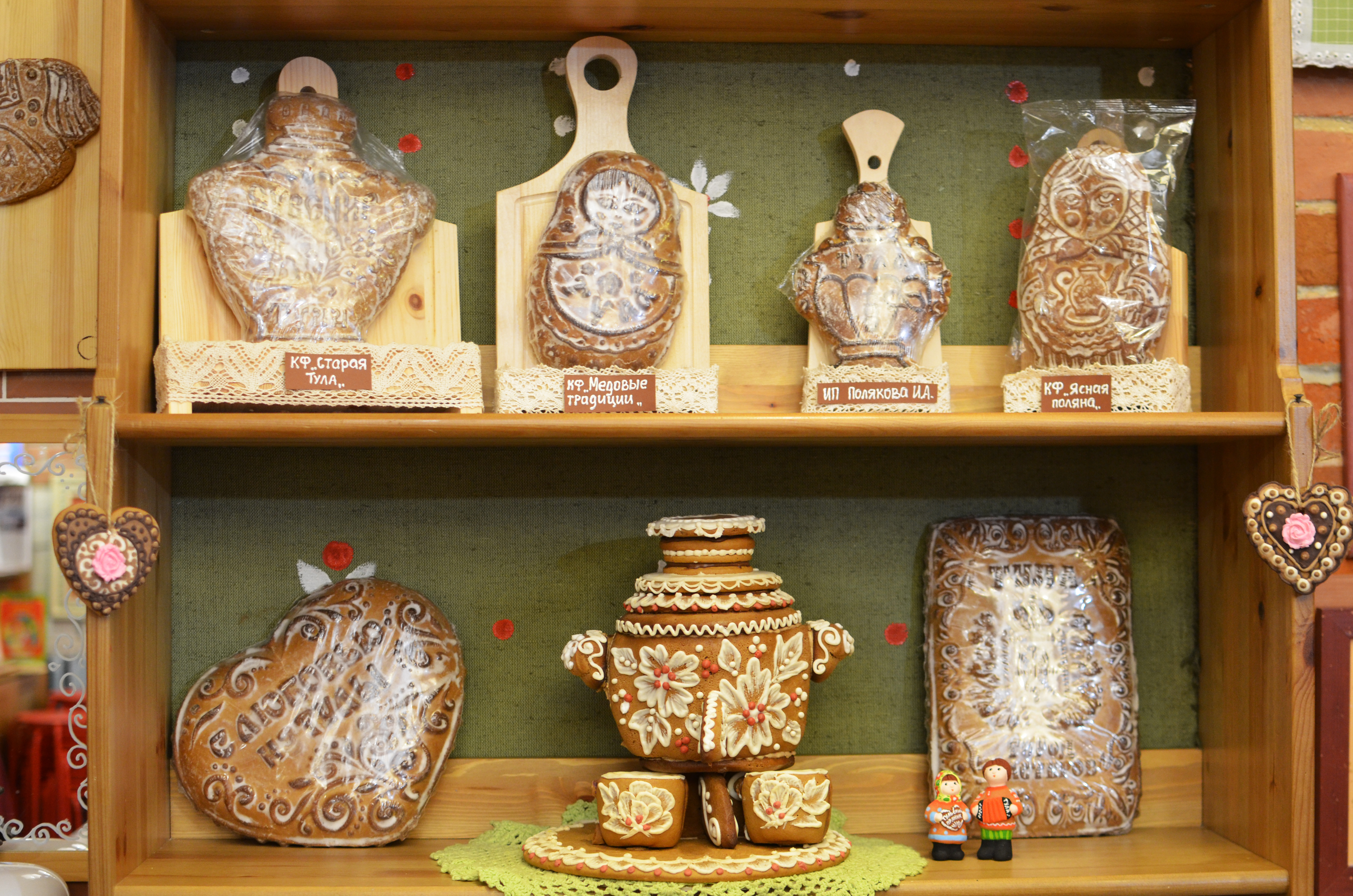
انواع پرانیک

### سال‌های شوروی
به همین دلیل، در آغاز سدهٔ بیستم صنعت پرانیک‌پزی در معرض نابودی قرار گرفت؛ پس از انقلاب، استادان یا به خارج مهاجرت کردند یا سرکوب شدند. گفته می‌شود که در دههٔ ۱۹۳۰، استپان ساووست‌یانوف — شاگرد پیشین خانوادهٔ گرچیخین — سنت‌ها را احیا کرد. او در کودکی در یک روز جشن مخفیانه وارد کارگاه شد و همهٔ وزنه‌های مخفی استادش را اندازه گرفت. این گونه تنها یک دستور از پرانیک‌های تولا — از میان دستورهای بسیار — به روزگار ما رسید.
تولید مدرن پرانیک در تولا از سال ۱۹۵۴ از سر گرفته شد. در همان سال نمایشگاه کشاورزی سراسری اتحاد شوروی در مسکو دوباره گشایش یافت. به دستور مقامات، صنعت غذایی تولا باید تولید پرانیک‌های سنتی را از سر می‌گرفت. ایوان لوکیچ داویدوف، رئیس ادارهٔ صنایع غذایی تولا، با جست‌وجو چند استاد سالخوردهٔ بازمانده را یافت، تجهیزات قدیمی را بازسازی کرد، دستورهای کهن را گردآورد و قالب‌های چوبی جدید را در کارخانهٔ اسلحه‌سازی تولا ساخت. نخستین سری پرانیک‌ها موفق نبود، اما پس از شش ماه کیفیت آن‌ها به حد مطلوب رسید.
نخستین محمولهٔ موفق به واسیلی پترویچ زوتوف، وزیر صنایع غذایی شوروی، ارائه شد و سپس به آناستاس میکویان، معاون رئیس شورای وزیران اتحاد شوروی، رسید. او نیز آن را به نیکیتا خروشچف و گئورگی مالنکوف داد. نتیجه شگفت‌انگیز بود: پرانیک‌ها دیر بیات می‌شدند، انعطاف داشتند و بسیار خوش‌طعم بودند. دستور آغاز تولید انبوه صادر شد و آرد و کرهٔ ممتاز از ذخایر دولتی به تولا اختصاص یافت. از آن زمان، پرانیک تولا دوباره به نماد شهر قهرمان و منطقهٔ تولا بدل شد.

### دوران معاصر

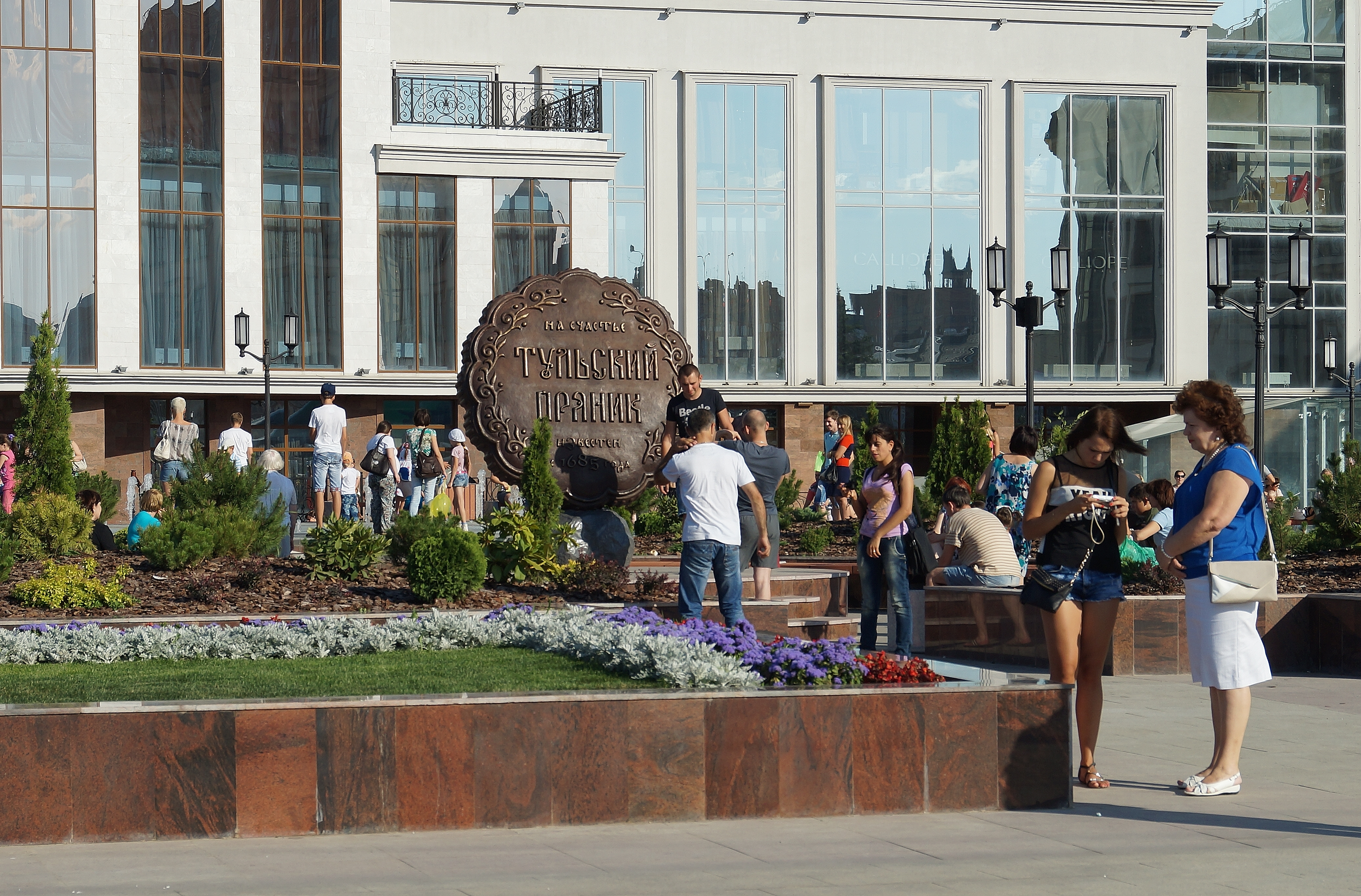
یادمان پرانیک در تولا

امروزه پرانیک‌های تولا در کارخانه‌های «تولسکی پرانیک زاودسکوی»، «استارایا تولا»، «یاسنایا پولیانا»، «سنت‌های عسلی» و همچنین در نانوایی‌های خصوصی و تولیدکنندگان کوچک‌تر ساخته می‌شوند.
در سال ۱۹۹۶ موزهٔ پرانیک تولا در این شهر گشایش یافت.
از سال ۲۰۱۶، در تولا جشنوارهٔ «روز پرانیک» برگزار می‌شود..